# .tc
.tc — национальный домен верхнего уровня для Теркса и Кайкоса. Допускается прямая регистрация доменов второго уровня. Организация, ответственная за домен, — Melrex TC.